# Atlantis
Atlantis (en griego antiguo Ἀτλαντίς) es la forma femenina derivada del nombre Atlas o Atlante. En la literatura griega clásica era usada frecuentemente para denominar a una «hija o descendiente de Atlas» (su traducción más literal), y en especial a la «mar Atlántica» en femenino. Heródoto (1.202), por ejemplo, la cita como: θάλασσα ἥ Ἀτλαντίς καλεομένη (thálassa hḗ Atlantís kaleoménē, «la mar llamada Atlántica»). Otro uso idiomático es el de Ἀτλαντίς νῆσος (Atlantís nḗsos, «isla Atlántica»), tradicionalmente interpretada como «isla Atlántida» (Platón, Timeo 25a; Estrabón 2.3.6.).